# (6718) Beiglböck
6718 Beiglbock (1990 TT12) – planetoida z grupy pasa głównego asteroid okrążająca Słońce w ciągu 4,97 lat w średniej odległości 2,91 j.a. Odkryta 14 października 1990 roku.